# Liste des dauphins d'Auvergne

## Histoire du titre des dauphins d'Auvergne

### Partition du territoire du comté d'Auvergne
Le territoire connu sous le nom de Dauphiné d'Auvergne était, à l'origine, ce qui résultait de la partition du comté d'Auvergne, en 1155, après l'usurpation, vers 1147, des droits du comte d'Auvergne Guillaume VII, dit le Jeune, par son oncle Guillaume VIII, dit le Vieux ou l'Ancien (ces deux personnages étant respectivement le fils et le frère cadet du comte Robert III, lui-même fils du comte Guillaume VI).
Le jeune comte parvint à maintenir ses droits dans une partie de son fief, formellement toujours le comté d'Auvergne.
|                                 |                                 |                                 |                                 |                                 |                                 |                                |  |  |  |  |  |                                                           |                                                           |                                                           |                                                           |                                                           |                                                           |  |  | Comtes d'Auvergne |  |  |  |  |  |  |  | | | | | | |  |  |  |  |  |  |  |  |  |  |  |  |  |  |  |  |  |  |  |  |  |  |  |  |  |  |  |  |  |  |  |  |  |  |
|                                 |                                 |                                 |                                 |                                 |                                 |                                |  |  |  |  |  |                                                           |                                                           |                                                           |                                                           |                                                           |                                                           |  |  |                   |  |  |  |  |  |  |  | | | | | | |  |  |  |  |  |  |  |  |  |  |  |  |  |  |  |  |  |  |  |  |  |  |  |  |  |  |  |  |  |  |  |  |  |  |
|                                 |                                 |                                 |                                 |                                 |                                 |                                |  |  |  |  |  |                                                           |                                                           |                                                           |                                                           |                                                           |                                                           |  |  |                   |  |  |  |  |  |  |  | | | | | | |  |  |  |  |  |  |  |  |  |  |  |  |  |  |  |  |  |  |  |  |  |  |  |  |  |  |  |  |  |  |  |  |  |  |
| Guigues IV d'Albon, dit Dauphin | Guigues IV d'Albon, dit Dauphin | Guigues IV d'Albon, dit Dauphin | Guigues IV d'Albon, dit Dauphin | Guigues IV d'Albon, dit Dauphin | Guigues IV d'Albon, dit Dauphin |                                |  |  |  |  |  | Robert III d'Auvergne, comte d'Auvergne                   | Robert III d'Auvergne, comte d'Auvergne                   | Robert III d'Auvergne, comte d'Auvergne                   | Robert III d'Auvergne, comte d'Auvergne                   | Robert III d'Auvergne, comte d'Auvergne                   | Robert III d'Auvergne, comte d'Auvergne                   |  |  |                   |  |  |  |  |  |  |  | Guillaume VIII, dit l'Ancien, profite du décès de son frère et de l'absence de son neveu pour usurper le titre de comte d'Auvergne | Guillaume VIII, dit l'Ancien, profite du décès de son frère et de l'absence de son neveu pour usurper le titre de comte d'Auvergne | Guillaume VIII, dit l'Ancien, profite du décès de son frère et de l'absence de son neveu pour usurper le titre de comte d'Auvergne | Guillaume VIII, dit l'Ancien, profite du décès de son frère et de l'absence de son neveu pour usurper le titre de comte d'Auvergne | Guillaume VIII, dit l'Ancien, profite du décès de son frère et de l'absence de son neveu pour usurper le titre de comte d'Auvergne | Guillaume VIII, dit l'Ancien, profite du décès de son frère et de l'absence de son neveu pour usurper le titre de comte d'Auvergne |  |  |  |  |  |  |  |  |  |  |  |  |  |  |  |  |  |  |  |  |  |  |  |  |  |  |  |  |  |  |  |  |  |  |
| Guigues IV d'Albon, dit Dauphin | Guigues IV d'Albon, dit Dauphin | Guigues IV d'Albon, dit Dauphin | Guigues IV d'Albon, dit Dauphin | Guigues IV d'Albon, dit Dauphin | Guigues IV d'Albon, dit Dauphin |                                |  |  |  |  |  | Robert III d'Auvergne, comte d'Auvergne                   | Robert III d'Auvergne, comte d'Auvergne                   | Robert III d'Auvergne, comte d'Auvergne                   | Robert III d'Auvergne, comte d'Auvergne                   | Robert III d'Auvergne, comte d'Auvergne                   | Robert III d'Auvergne, comte d'Auvergne                   |  |  |                   |  |  |  |  |  |  |  | Guillaume VIII, dit l'Ancien, profite du décès de son frère et de l'absence de son neveu pour usurper le titre de comte d'Auvergne | Guillaume VIII, dit l'Ancien, profite du décès de son frère et de l'absence de son neveu pour usurper le titre de comte d'Auvergne | Guillaume VIII, dit l'Ancien, profite du décès de son frère et de l'absence de son neveu pour usurper le titre de comte d'Auvergne | Guillaume VIII, dit l'Ancien, profite du décès de son frère et de l'absence de son neveu pour usurper le titre de comte d'Auvergne | Guillaume VIII, dit l'Ancien, profite du décès de son frère et de l'absence de son neveu pour usurper le titre de comte d'Auvergne | Guillaume VIII, dit l'Ancien, profite du décès de son frère et de l'absence de son neveu pour usurper le titre de comte d'Auvergne |  |  |  |  |  |  |  |  |  |  |  |  |  |  |  |  |  |  |  |  |  |  |  |  |  |  |  |  |  |  |  |  |  |  |
| Marquise d'Albon                | Marquise d'Albon                | Marquise d'Albon                | Marquise d'Albon                | Marquise d'Albon                | Marquise d'Albon                |                                |  |  |  |  |  | Guillaume VII d'Auvergne, dit le Jeune, comte héréditaire | Guillaume VII d'Auvergne, dit le Jeune, comte héréditaire | Guillaume VII d'Auvergne, dit le Jeune, comte héréditaire | Guillaume VII d'Auvergne, dit le Jeune, comte héréditaire | Guillaume VII d'Auvergne, dit le Jeune, comte héréditaire | Guillaume VII d'Auvergne, dit le Jeune, comte héréditaire |  |  |                   |  |  |  |  |  |  |  | continuité des comtes d'Auvergne                                                                                                   | continuité des comtes d'Auvergne                                                                                                   | continuité des comtes d'Auvergne                                                                                                   | continuité des comtes d'Auvergne                                                                                                   | continuité des comtes d'Auvergne                                                                                                   | continuité des comtes d'Auvergne                                                                                                   |  |  |  |  |  |  |  |  |  |  |  |  |  |  |  |  |  |  |  |  |  |  |  |  |  |  |  |  |  |  |  |  |  |  |
| Marquise d'Albon                | Marquise d'Albon                | Marquise d'Albon                | Marquise d'Albon                | Marquise d'Albon                | Marquise d'Albon                |                                |  |  |  |  |  | Guillaume VII d'Auvergne, dit le Jeune, comte héréditaire | Guillaume VII d'Auvergne, dit le Jeune, comte héréditaire | Guillaume VII d'Auvergne, dit le Jeune, comte héréditaire | Guillaume VII d'Auvergne, dit le Jeune, comte héréditaire | Guillaume VII d'Auvergne, dit le Jeune, comte héréditaire | Guillaume VII d'Auvergne, dit le Jeune, comte héréditaire |  |  |                   |  |  |  |  |  |  |  | continuité des comtes d'Auvergne                                                                                                   | continuité des comtes d'Auvergne                                                                                                   | continuité des comtes d'Auvergne                                                                                                   | continuité des comtes d'Auvergne                                                                                                   | continuité des comtes d'Auvergne                                                                                                   | continuité des comtes d'Auvergne                                                                                                   |  |  |  |  |  |  |  |  |  |  |  |  |  |  |  |  |  |  |  |  |  |  |  |  |  |  |  |  |  |  |  |  |  |  |
|                                 |                                 |                                 |                                 |                                 |                                 |                                |  |  |  |  |  |                                                           |                                                           |                                                           |                                                           |                                                           |                                                           |  |  |                   |  |  |  |  |  |  |  | | | | | | |  |  |  |  |  |  |  |  |  |  |  |  |  |  |  |  |  |  |  |  |  |  |  |  |  |  |  |  |  |  |  |  |  |  |
|                                 |                                 |                                 |                                 |                                 |                                 | lignée des dauphins d'Auvergne |  |  |  |  |  |                                                           |                                                           |                                                           |                                                           |                                                           |                                                           |  |  |                   |  |  |  |  |  |  |  | | | | | | |  |  |  |  |  |  |  |  |  |  |  |  |  |  |  |  |  |  |  |  |  |  |  |  |  |  |  |  |  |  |  |  |  |  |

### Origine de l’appellation des dauphins d'Auvergne
La compilation des titres contenus dans les chartes de l'époque par Pierre-François Fournier (« L'évolution du mot dauphin en Auvergne au Moyen Âge », Bibliothèque de l'École des Chartes, 1930) fait clairement apparaître que Guillaume VII et ses successeurs se qualifièrent d'abord comtes d'Auvergne et de Clermont, puis, à partir de 1281, comtes de Clermont et dauphins d'Auvergne (testament de Robert II, Robertus comes Claromontensis et Alvernie Delphinus). Les successeurs de Robert II se nommeront tous dauphin d'Auvergne.
L'origine du nom « dauphin d'Auvergne » vient du fait que la femme de Guillaume VII, Marquise d'Albon (v. 1115-1196), était la fille du comte du Viennois Guigues IV, dont le surnom, ou le second prénom, était Dauphin. Le fils de Guillaume et de Marquise fut également prénommé Dauphin, en mémoire de son grand-père. Dauphin est un prénom rare, mais attesté au Moyen Âge.
Justel, puis Baluze, Chorier, et plus récemment Stronski, ont prétendu, sur la foi d'un acte de 1215 (concession à la Chartreuse du Port-Sainte-Marie par Dauphin et Guillaume, son fils), que Dauphin s'appelait en réalité Robert, et que dauphin était donc un titre nobiliaire. Cette position, qui n'est par reprise par le Père Anselme, a été énergiquement combattue par Fournier (voir plus haut), qui conteste la validité de cet acte.
Du Bouchet, et Anselme après lui, ont choisi d'établir une nouvelle numérotation pour les descendants de Guillaume VII. C'est ainsi que son petit-fils Guillaume, puis Jean, seuls de la liste à porter ce prénom, ne sont pas numérotés, et que les trois Robert, puis les trois Béraud, qui se succèdent, portent respectivement les numéros I à III. La chronologie des dauphins d'Auvergne du sang s'arrête à la mort de Béraud III en 1426, sa fille Jeanne, comtesse de Clermont et dauphine d'Auvergne, ayant apporté le titre à la maison de Bourbon.

### Une dénomination et une numération ambiguës
Le conflit de dénomination et numérotation oppose :
- Robert Ier Dauphin, comte titulaire d'Auvergne et de Clermont (né v. 1150/1155-† 1234 ; comte en 1169 sous le nom de Robert IV ; fils du comte Guillaume VII le Jeune, † 1169, lui-même fils du comte Robert III, † vers 1147) vs Robert IV d'Auvergne (v. 1130-1194 ; comte d'Auvergne en 1182 ; fils de Guillaume VIII l'Ancien, ce dernier étant le frère cadet de Robert III, et l'oncle usurpateur et spoliateur de Guillaume VII le Jeune)
- Guillaume II de Clermont, comte de Clermont et de Montferrand (Guillaume VIII, en 1234 ; né v. 1175-† 1240) vs Guillaume VIII d'Auvergne (né v. 1100-† v. 1182 ; comte usurpateur vers 1147/1155)
- Robert II Dauphin, comte de Clermont (né v. 1210-† 1262 ; comte en 1240 ; aussi nommé Robert Ier si son grand-père est seulement nommé Robert IV d'Auvergne et non Robert Ier) vs Robert V d'Auvergne (né v. 1225-† 1277 ; comte en 1247)
- Robert III (dauphin d'Auvergne) (Robert II) (né v. 1238-† 1282 ; dauphin en 1262) vs Robert VI d'Auvergne (1250-1314 ; comte en 1280)
- Robert IV (dauphin d'Auvergne) (Robert III) (né v. 1255-† 1324 ; dauphin en 1282) vs Robert VII d'Auvergne (né v. 1282-† 1325 ; comte en 1314)
- Jeanne Ire (dauphine d'Auvergne) (1412-1436 ; dauphine en 1426) vs Jeanne Ire d'Auvergne (1326-1360 ; comtesse en 1332).

La numérotation des comtes, devenus dauphins, étant sujette à controverses, il semble que la sagesse commande, compte tenu de la diversité des points de vue :
- d'adopter la numérotation d'Anselme, qui différencie nettement les dauphins des comtes, en particulier dans le cas de Robert I, II, III, IV vs Robert IV, V, VI, VII
- d'adjoindre la dénomination « Dauphin », dès qu'elle est attestée par le porteur du prénom, du surnom ou du titre de « dauphin d'Auvergne »
- et, pour dissiper toute possibilité de confusion, d'ajouter les dates de naissance et de mort, critère de différenciation qui permet une identification immédiate, et ne semble guère pouvoir être contesté.

Les successeurs du premier dauphin d'Auvergne en titre, sans qu'il soit besoin d'ajouter leurs dates de vie, peuvent être désignés ainsi :
- Jean Ier (dauphin d'Auvergne)
- Béraud Ier (dauphin d'Auvergne)
- Béraud II (dauphin d'Auvergne)
- Béraud III (dauphin d'Auvergne)
- Jeanne Ire (dauphine d'Auvergne) ; son mari et ses successeurs « Bourbon-Montpensier » ne peuvent non plus être confondus.

## Liste des dauphins d'Auvergne

### Filiation directe avec les comtes d'Auvergne
1155-1169 : Guillaume Ier dauphin d'Auvergne, ou Guillaume VII le Jeune comte d'Auvergne (v. 1130-1169). Aussi appelé Guillaume VIII par certains auteurs, il épouse Marquise d'Albon. Fils du comte Robert III, il est le père de Robert IV Dauphin d'Auvergne (v. 1150-1234), dit aussi Robert Ier Dauphin (ci-après ; origine de la lignée des dauphins d'Auvergne), et aussi d'Assalide et de Bélissende/Marquèze, respectivement les épouses de Béraud IV (ou VI) de Mercœur et d'Héracle III vicomte de Polignac.

#### Liste dans laquelle «Dauphin» est un nom patronymique
no 1 (de 1169 à 1234) : Robert Ier Dauphin, comte d'Auvergne et de Clermont sous le nom de Robert IV (v. 1150-1234), fils du comte Guillaume Ier Dauphin d'Auvergne (comte Guillaume VII le Jeune) et de Marquise d'Albon, troubadour connu en Occitanie sous le nom de el bons Dalfins d'Alvernhe. Il épouse Guillemette de Comborn (1155-1199), fille de Vicomte Archambaud V de Comborn.
no 2 (de 1234 à 1240) : Guillaume II Dauphin, comte d'Auvergne et de Clermont sous le nom de Guillaume VIII (v. 1175-1240), fils du comte Robert Ier Dauphin, comte d'Auvergne et de Clermont et de Guillemette de Comborn. Il se marie trois fois.
no 3 (de 1240 à 1262) : Robert II Dauphin, comte de Clermont (v. 1210-1262) appelé « Robert VI » par certains auteurs (alors qu'on attendrait plutôt Robert V, mais une numérotation ancienne des comtes Robert d'Auvergne attribuait le numéro IV à Robert III, père de Guillaume le Jeune, d'où le décalage : cf. Louis Moréri, Le Grand Dictionnaire historique, t. Ier, p. 580, 3e colonne), « Robert Ier » par d'autres, fils de Guillaume II et de Huguette de Chamalières, sa première femme. Il épouse Alésie de Ventadour, veuve de Guillaume de Mercœur.

#### Liste dans laquelle «dauphin» représente le titre
no 4 (de 1273 à 1282) : Robert III (dauphin d'Auvergne) et comte de Clermont (v. 1238 - 21 mars 1282), fils de Robert II Dauphin et d'Alésie de Ventadour. Appelé « Robert VII » par certains auteurs (alors qu'on attendrait plutôt Robert VI : voir la remarque ci-dessus), « Robert II » par d'autres, il épouse Mahaut/Mathilde d'Auvergne-Boulogne (v. 1230 - 21 août 1280), arrière-petite-fille du comte Robert IV d'Auvergne rencontré plus haut.
no 5 (de 1282 à 1324) : Robert IV (dauphin d'Auvergne) et comte de Clermont (v. 1255 - 19 janvier 1324), fils du dauphin Robert III (dauphin d'Auvergne) et de Mathilde d'Auvergne. Appelé « Robert VIII » par certains auteurs (alors qu'on attendrait plutôt Robert VII : voir la remarque ci-dessus), « Robert III » par d'autres. Il épouse 1° Hélissent/Alix de Mercœur (v. 1245 - 15 juillet 1286 ; arrière-petite-fille d'Assalide d'Auvergne et Béraud IV de Mercœur vus plus haut), et 2° Isabeau de Chastillon, dame de Jaligny-sur-Besbre (voir à cet article) : d'où la branche des dauphins de Jaligny, de St-Ilpize et de Combronde initiée par leur fils Robert Ier (ou IV ou V).
no 6 (de 1324 à 1351) : Jean Ier (dauphin d'Auvergne) (v. 1280-1351), fils du dauphin Robert IV et d'Alix de Mercœur. Il épouse Anne de Poitiers-Valentinois (v. 1289 - 17 août 1351).
no 7 (de 1351 à 1356) : Béraud Ier (dauphin d'Auvergne) (v. 1315-1356), fils du dauphin Jean Ier et d'Anne de Poitiers-Valentinois. Il épouse Marie de La Vie de Villemur (v. 1315-1383), petite-nièce du pape Jean XXII.
no 8 (de 1356 à 1399) : Béraud II (dauphin d'Auvergne) (1333-1399), fils du dauphin Béraud Ier et de Marie de La Vie de Villemur. Il épouse 1° Jeanne comtesse de Forez (d'où Anne-Dauphine), puis 3° la comtesse de Sancerre Marguerite (morte en 1419).
no 9 (de 1399 à 1426) : Béraud III (dauphin d'Auvergne) (v. 1380-1426), fils du dauphin Béraud II et de sa troisième épouse Marguerite de Sancerre. Aussi comte de Sancerre, il épouse Jeanne de La Tour (d'Auvergne) (morte av. 1416), fille du seigneur Bertrand IV de La Tour et de la comtesse Marie Ire d'Auvergne.
no 10 (1426 à 1436) : Jeanne Ire (dauphine d'Auvergne) (1412-1436), aussi comtesse de Sancerre, fille du dauphin Béraud III et de Jeanne de La Tour. Elle épouse son petit-cousin, Louis Ier de Bourbon-Montpensier, fils cadet du duc Jean Ier de Bourbon et de Marie de Berry.

### Comtes puis ducs de Montpensier
1428-1486 : Louis Ier de Bourbon-Montpensier (v. 1403-1486), dit Louis le Bon, comte de Montpensier.
Époux de la précédente qui décéda sans postérité en 1436, laquelle lui transmet le titre delphinal (et le comté de Sancerre jusqu'en 1451 : alors Sancerre passe au neveu de Béraud III, l'amiral Jean V de Bueil). Cette dévolution est surtout le fruit d'un arrangement dans la famille de Bourbon, qui était l'héritière légitime de Jeanne Ire : en effet, après la disparition de la dauphine Jeanne, la branche de son père le dauphin Béraud III est épuisée ; ses plus proches parents et héritiers sont issus de la fille aînée de Béraud II, sa tante Anne (comtesse de Forez par sa mère Jeanne de Forez, la première femme de Béraud II) ; or Anne-Dauphine de Forez épouse Louis II duc de Bourbon, et leur petit-fils aîné, le duc de Bourbon et d'Auvergne Charles Ier, fils du duc Jean Ier et de Marie de Berry d'Auvergne, abandonne ses droits à son frère cadet Louis Ier de Montpensier : ce dernier fut donc dauphin d'Auvergne d'abord du chef de sa femme la dauphine Jeanne, puis de son propre chef par succession héréditaire de la Maison delphinale (plus le legs de sa femme Jeanne Ire).
1486-1496 : Gilbert de Bourbon-Montpensier (v. 1448-1496), fils de Louis Ier de Montpensier et de sa 2e femme Gabrielle de La Tour d'Auvergne, fille du comte d'Auvergne Bertrand V et nièce de Jeanne de La Tour ci-dessus
1496-1501 : Louis II de Bourbon-Montpensier (v. 1483-1501), fils du précédent et de Claire de Gonzague ; sans postérité
1501-1525 : Charles III de Bourbon (1490-1527), le connétable de Bourbon, frère cadet du précédent
1525-1538 : confisqué et réuni au domaine royal
1538 : Le roi François Ier de France (arrière-petit-fils, par sa mère Louise de Savoie, du duc Charles Ier de Bourbon mentionné ci-dessus) érige le comté de Montpensier en duché de Montpensier, pour Louis III de Bourbon-Montpensier (un Bourbon-Vendôme, fils de Louis de La Roche-sur-Yon et de Louise de Bourbon, la sœur du connétable Charles III ci-dessus ; aussi prince de La Roche-sur-Yon) et ses héritiers mâles, par lettres-patentes de février 1538 données à Fontainebleau. En février 1543, le Dauphiné d'Auvergne et le pays de Combrailles furent unis au duché de Montpensier, par lettres-patentes données à Fontainebleau.
1543-1582 : Louis III de Bourbon-Vendôme de Montpensier (1513-1582), neveu du connétable-duc Charles III de Bourbon. Mari de Jacqueline de Longwy, nièce de François Ier
1582-1592 : François Ier de Bourbon-Vendôme, duc de Montpensier (1542-1592), son fils. Mari de Renée d'Anjou, dame de Mézières et Saint-Fargeau
1592-1608 : Henri Ier de Bourbon-Vendôme, duc de Montpensier (1573-1608), son fils. Epoux d'Henriette-Catherine de Joyeuse
1608-1627 : Marie Ire de Bourbon-Vendôme, duchesse de Montpensier (1605-1627), sa fille. Elle épouse Gaston de France (1608-1660) (fils puîné du Roi de France Henri IV), duc d'Orléans
1627-1693 : Anne-Marie d'Orléans (1627-1693), dite la Grande Mademoiselle, fille de Gaston d'Orléans et Marie de Montpensier. À sa mort, elle fait de son cousin germain, Monsieur, duc d'Orléans, frère cadet de Louis XIV, son légataire universel (Louis XIV et son frère Philippe d'Orléans avaient pour arrière-grand-mère Jeanne d'Albret, nièce de François Ier et petite-fille de Louise de Savoie ci-dessus : ils descendaient donc des anciens dauphins d'Auvergne, et aussi des anciens sires de Mercœur, sires de Beaujeu, sires de Montpensier et des comtes de Forez).
Le roi Louis XIV permet la succession du duché de Montpensier à son frère Philippe d'Orléans et à ses héritiers masculins et féminins, par une lettre de continuation de mars 1695 donnée à Versailles.

### Ducs d'Orléans
Le duché de Montpensier, et sa composante le dauphiné d'Auvergne, suivent le titre de duc d'Orléans jusqu'à la fin de l'Ancien Régime.
Le titre de dauphin(e) d'Auvergne n'est pas porté comme titre de courtoisie de nos jours, contrairement au titre ducal de Montpensier.

### Site de la «Foundation for Medieval Genealogy»
Cette fondation publie les travaux de Charles Cawley Medieval Lands, the encyclopaedia of territories in the medieval western world and the royal and noble families which ruled them.
1. ↑  Guillaume VII d'Auvergne
2. ↑  Robert Ier Dauphin
3. ↑  Guillaume VIII Dauphin d'Auvergne
4. ↑  Ier Dauphin, comte de Clermont
5. ↑  Robert II, dauphin d'Auvergne
6. ↑  Robert IV (dauphin d'Auvergne)
7. ↑  Jean Ier
8. ↑  Béraud Ier

### Autres sources
- « L'Auvergne de Bernard Plantevelue à Catherine de Médicis », sur Chronauvergne (consulté le 8 septembre 2016)

1. ↑  Histoire de la Maison Royale de France et des grands officiers, Père Anselme, 1728, tome III, p. 516, 517, 519.
2. ↑  Histoire de la Maison Royale de France et des grands officiers, Père Anselme, 1728, tome III, p. 545.